# Cavaglietto
Cavaglietto (piemontiul: Cavajet) település Olaszországban, Piemont régióban, Novara megyében. Lakosainak száma 372 fő (2023. január 1.). Cavaglietto Barengo, Cavaglio d’Agogna, Fontaneto d’Agogna, Suno és Vaprio d’Agogna községekkel határos.

## Népesség
A település lakossága az elmúlt években az alábbi módon változott:
| Lakosok száma | 375  | 383  | 372  |
|               | 2017 | 2018 | 2023 |